# KBS 뉴스 9 부산
《KBS 뉴스 9 부산》은 KBS 부산 1TV에서 매주 평일 오후 9시 30분, 주말 오후 9시 10분에 방송 중인 부산 지역 메인 뉴스 프로그램이다.

## 개요
KBS 부산 9시 뉴스로 읽는다.

## 앵커

### 평일
| 대수 | 진행자 | 진행자 | 진행 기간                          | 비고                                            |
| 대수 | 남성   | 여성   | 진행 기간                          | 비고                                            |
| ---- | ------ | ------ | ---------------------------------- | ----------------------------------------------- |
| 1대  | 김동환 | 김보민 | 2003년 11월 3일 ~ 2004년 4월 30일  |                                                 |
| 2대  | 김동환 | 노현정 | 2004년 5월 3일 ~ 2005년 4월 29일   |                                                 |
| 3대  | 김동환 | 고은령 | 2005년 5월 2일 ~ 2008년 11월 14일  | [ 2 ]                                           |
| 4대  | 김동환 | 장수연 | 2005년 5월 2일 ~ 2008년 11월 14일  | [ 4 ]                                           |
| 5대  | 김평래 | 장수연 | 2009년 4월 20일 ~ 2012년 12월 31일 |                                                 |
| 6대  | 김평래 | 김민정 | 2013년 1월 1일 ~ 2013년 11월 26일  | [ 5 ]                                           |
| 임시 | 김평래 | 빈칸   | 2013년 11월 27일 ~ 2013년 12월 6일 |                                                 |
| 7대  | 김평래 | 우시흥 | 2013년 12월 9일 ~ 2014년 5월 16일  | [ 6 ] [ 7 ] [ 8 ]                               |
| 8대  | 김평래 | 이지현 | 2014년 6월 9일 ~ 2016년 12월 30일  | [ 9 ] [ 10 ] [ 11 ] [ 12 ] [ 13 ] [ 14 ] [ 15 ] |
| 9대  | 차재환 | 이지현 | 2017년 1월 2일 ~ 2020년 1월 31일   | [ 16 ] [ 17 ] [ 18 ] [ 19 ]                     |
| 10대 | 김평래 | 이지현 | 2020년 2월 3일 ~ 2020년 3월 20일   |                                                 |
| 임시 | 김평래 | 빈칸   | 2020년 3월 23일 ~ 2020년 4월 3일   |                                                 |
| 11대 | 김평래 | 배소빈 | 2020년 4월 6일 ~ 2021년 3월 31일   | [ 21 ] [ 22 ] [ 23 ]                            |
| 12대 | 김평래 | 빈칸   | 2021년 4월 1일 ~ 2023년 5월 12일   |                                                 |
| 13대 | 빈칸   | 정은혜 | 2023년 5월 15일 ~ 2024년 9월 30일  | [ 25 ] [ 26 ]                                   |
| 14대 | 빈칸   | 목지원 | 2024년 10월 1일 ~ 현재             | [ 27 ] [ 28 ]                                   |

### 주말
| 대수 | 진행자        | 진행자        | 진행 기간                         | 비고   |
| 대수 | 남성          | 여성          | 진행 기간                         | 비고   |
| ---- | ------------- | ------------- | --------------------------------- | ------ |
| 1대  | 아나운서 일동 | 아나운서 일동 | 일자 미상 ~ 2024년 5월 26일       |        |
| 2대  | 빈칸          | 목지원        | 2024년 6월 1일 ~ 2024년 9월 29일  | [ 29 ] |
| 3대  | 아나운서 일동 | 아나운서 일동 | 2024년 10월 5일 ~ 2024년 11월 3일 |        |
| 4대  | 빈칸          | 박효진        | 2024년 11월 9일 ~ 현재            |        |

## 경쟁 프로그램
- MBC 뉴스데스크 부산 (부산MBC TV)
- KNN 뉴스아이 (KNN TV)